# ديف روبرتس
ديف روبرتس (بالإنجليزية: Dave Roberts)‏ (26 نوفمبر 1949 بساوثهامبتون في المملكة المتحدة - ) هو لاعب كرة قدم بريطاني في مركز الدفاع. شارك مع منتخب ويلز لكرة القدم. أما مع النوادي، فقد لعب مع أكسفورد يونايتد وكارديف سيتي ونادي باري تاون يونايتد ونادي فولهام وهال سيتي وTsuen Wan (football club) ‏ وشيكاغو ستينغ.

## وصلات خارجية
- ديف روبرتس على موقع قاعدة بيانات كرة القدم.إي يو (الإنجليزية)